# 斯蒂爾峰
斯蒂爾峰（英語：Steel Peak），是南極洲的山峰，位於帕爾默地，處於諾德希爾山以北2.8公里，在1974年由美國地質調查局繪入地圖，現時由南極條約體系管理。